# Emil Nolde
Emil Nolde, narozený jako Hans Emil Hansen (7. srpna 1867 – 13. dubna 1956), byl německý expresionistický malíř a grafik.
Patří mezi nejznámější expresionisty a jeho expresionistické působení je spojováno s uměleckou skupinou Die Brücke, ke které se přidal v roce 1906, ale po roce ji opustil. Jako většina německých expresionistů ovládal techniku dřevořezu, maloval olejem, vedle toho v jeho díle hrála zásadní roli technika akvarelu. Do jeho díla proniklo též umění přírodních národů, se kterým se setkal při cestě přes Sibiř a Oceánii. Jeho dílo bylo nacisty označeno za zvrhlé a bylo mu zakázáno malovat, v tomto pozdějším období tvořil velmi neobvyklé akvarely nazývané jako „nenamalované obrazy“.
Mezi časté náměty jeho obrazů patří krajiny, biblické, velkoměstské a fantaskní výjevy, květiny.
Jeho obrazy byly vystaveny na výstavě Entartete Kunst v Mnichově v roce 1937.

## Externí odkazy

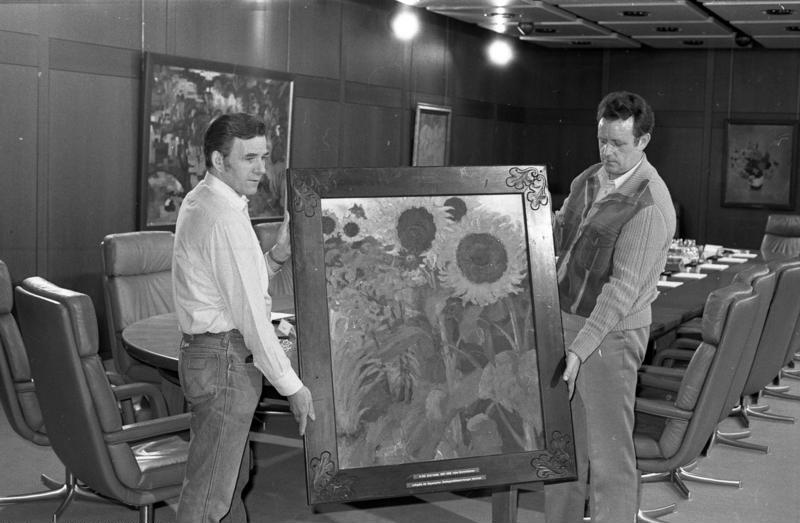
Půjčka Noldeho obrazu Vysoké slunečnice do kancléřského sídla v Bonnu